# Abdolkarim Soroush
Abdolkarim Soroush (en persan : عبدالکریم سروش, né Hossein Haj Faraj Dabbagh, en persan : حسين حاج فرج دباغ, en 1945 à Téhéran), est un intellectuel musulman iranien. Penseur et philosophe musulman, c'est une figure bien connue du mouvement religieux intellectuel en Iran. Le professeur Soroush est actuellement professeur invité (visiting-teacher) à l’université George-Washington de Washington (district de Columbia). Il a été affilié à d'autres institutions prestigieuses. On l'a désigné comme le « Luther de l'islam » mais il récuse cette comparaison.

## Biographie

### Jeunesse et formation
Abdolkarim Soroush est né à Téhéran le 16 décembre 1945,. Il apprécie de bonne heure la poésie. Il connaît celle de Saadi, dont il pense que le style a influencé sa propre manière d'écrire. Il lit aussi Mulla Sadra, Hafez et Rumi. Il suit sa scolarité à l'École Alavi (en) à Téhéran. Après le lycée, Soroush est admis au concours national des universités pour faire des études de pharmacie en Iran. À l'université de Téhéran, il a comme professeur Morteza Motahhari. Il se dit marqué aussi par Mehdi Bazargan. Une fois ses études terminées, il quitte l’Iran pour se rendre à Londres afin de continuer ses études et de se familiariser avec le monde moderne.
Après une maîtrise en chimie analytique de l’université de Londres, il s’inscrit au Collège de Chelsea, (ne pas confondre avec le Collège de Chelsea à Londres qui est une école d’art et de mode) pour faire des études d’histoire et de philosophie des sciences, à partir de 1974, durant cinq ans et demi. Il raconte avoir emporté avec lui quatre livres, de Mulla Sadra, Hafez, Rumi et Fayz Kashani (en). La découverte de la philosophie des sciences est un tournant décisif dans son itinéraire intellectuel,. Il est ébloui par The Principles of Philosophy and the Method of Realism de Muhammad Husayn Tabatabai. Il se familiarise ensuite avec les idées de Karl Popper et Thomas Kuhn,, mais aussi celles de Quine.
Pendant ces années, la confrontation entre le peuple et le régime du chah Mohammad Reza Pahlavi était devenue de plus en plus forte, et les manifestations d'Iraniens aux États-Unis et en Europe, en particulier en Angleterre, se faisaient de plus en plus importantes. Soroush se sentait aussi attiré par ces manifestations khomeinistes. Il lit les marxistes, d'un point de vue critique, il étudie Ali Shari'ati et participe à des meetings. Il garde ses distances vis-à-vis des Modjahedines du peuple iranien comme de la théologie de la libération. Dialectical Antagonism exprime son rejet des thèses marxistes dont il dénonce les caractères dogmatique et totalitaire.
En 1977, il inaugure une série de livres en publiant Qu'est-ce que la science, qu'est-ce que la philosophie ? qui introduit les concepts de Karl Popper en Iran. La nature dynamique de l'univers tente une synthèse entre la philosophie de Mulla Sadra et le point de vue des philosophes modernes. Il retient l'attention de Rouhollah Khomeini.

### Révolution islamique iranienne
Après la révolution islamique de 1979, Soroush retourne en Iran où il publie son livre Savoir et valeur (Danesh va Arzesh) qu’il avait écrit en Angleterre. Ensuite, Il entre au collège de formation des professeurs de Téhéran et il est nommé directeur du nouvel établissement du groupe islamique de la culture. Durant ce temps, Soroush concrétise son idée de fonder un département d'études d’histoire et de la philosophie de la science à Téhéran. Il consacre un cours à Jalal ad-Din Rumi.
Un an plus tard, toutes les universités sont fermées, et une nouvelle institution islamique est formée pour donner naissance à la révolution culturelle devant abroger les institutions pro-occidentales et modernes. Cette nouvelle institution comprend alors sept membres, incluant Abdolkarim Soroush, tous nommés directement par l'ayatollah Khomeiny. Pendant les trois années de fermeture des universités (dite parfois la révolution culturelle iranienne (1980-1983)) une restauration islamique totale comprenant l’islamisation des universités est imposée.
Soroush est donc à juste titre accusé par ses critiques d'avoir fait partie d'un comité qui intervenait entre autres pour l’expulsion des académiciens, des professeurs, des étudiants des universités, des chercheurs et de toute sorte de scientifiques ayant été reconnus anti-khomeinistes, ou bien indifférents ou hostiles à la révolution islamique, ou bien encore tout simplement non pratiquants ou mauvais musulmans. Parmi les conséquences directes et indirectes des activités de cette institution, on peut compter nombre d'arrestations, emprisonnements, et exécutions de nombreux érudits iraniens, ainsi que l'exil forcé des professeurs des universités, et un coup majeur à la vie culturelle et intellectuelle de l’Iran dont les conséquences se font toujours sentir aujourd'hui. En réponse à ces critiques, Soroush explique que son rôle au sein de l'institution a été principalement d'ordre académique et que leur but était avant tout de rouvrir les universités. Mais force est de constater qu'il se réjouit de la destitution du président Bani Sadr, et de l'arrestation de Modjahedines et de communistes.
En 1983, à cause de certains différends intervenus entre lui et la direction du collège de la formation des professeurs, il obtient son transfert à l’institut des recherches et études culturelles où il est nommé chercheur, jusqu’à aujourd’hui. Il a soumis sa démission du conseil de la révolution culturelle à l'imam Khomeiny et puis s’est retiré de toute position officielle dans le système iranien, sauf  occasionnellement comme conseiller pour certaines institutions gouvernementales.

### Après Khomeiny
Durant les années 1990, Soroush devient de plus en plus critique envers le clergé iranien. Il s'éloigne désormais de la philosophie d'Ali Shari'ati, qu'il critique dans Loftier than ideology : les idées du penseur de la Révolution ont conduit à faire de l'islam une idéologie et à ériger une conception de la religion en vérité absolue, ce qui présente un danger de totalitarisme. Il publie ses idées dans le supplément culturel du journal Kayhan, Kayhan-e farhangi. Après la fermeture de ce dernier, il participe à la fondation, en 1991, d'un magazine mensuel, Kiyan, qui devient bientôt la revue la plus en vue chez les intellectuels religieux du pays. Dans ce magazine, il publie des articles controversés à propos du pluralisme religieux, de l'herméneutique chiite, de la tolérance, du cléricalisme des mollahs, etc. Le magazine est fermé en 2001 comme bien d’autres magazines et journaux sur ordre direct du Guide suprême de la République islamique,. Environ mille cassettes audio des discours de Soroush sur divers sujets sociaux, politiques, religieux, et littéraires sont livrées à travers le monde et en circulation en Iran et partout. Très rapidement, il devient non seulement sujet à des harcèlements et à la censure d’État, mais il perd aussi son emploi et sa sécurité. Il n'obtient l'autorisation de publier son livre Tolerance and governance, qui comporte une critique du clergé, qu'au prix d'y voir figurer un appendice critique rédigé par un membre du groupe Ansar-e Hezbollah,. Ses cours dans les universités iraniennes sont souvent interrompus par des groupes musclés du type Ansar-e-Hizbullah. Malgré l'élection de Mohammad Khatami, sa sécurité n'est pas assurée. Il finit par quitter l'Iran pour les États-Unis.
En l’an 2000, Abdolkarim Soroush est nommé professeur invité (visiting teacher) à l’université Harvard, afin d'enseigner la poésie et la philosophie de Roumi, de donner des cours sur « islam et démocratie » et enfin  de donner un aperçu des études coraniques et de la philosophie du droit islamique. Ensuite, en tant que chercheur résident à l’université Yale, il enseigne la philosophie politique de l'islam à l’université de Princeton pendant la session académique 2002-2003. En 2003-2004, il offre ses services en tant que chercheur invité à l’Institut des études supérieures de Berlin (Wissenschaftkolleg) . À la session du printemps 2008, il rejoint l’Université de Georgetown et le Centre de Berkeley pour la Religion, la Paix, et le monde des affaires.
Le journaliste Robin Wright l'a surnommé, en raison de ses vues réformistes, le « Luther de l'islam ». Soroush récuse cependant cette identité. En effet, il n'a pas une approche littéraliste des textes sacrés comme le réformateur protestant,. On le range plus précisément parmi les tenants de l'intellectualisme religieux. En cela, il est l'héritier des intellectuels iraniens de l'époque de la révolution constitutionnelle, comme Abd al-Rahim Talibov. Ce dernier était  partisan d'une position médiane entre le revivalisme islamique, qui défend la tradition, et le modernisme laïc. Ce mouvement est qualifié par Mahmoud et Ahmad Sadri de « revivaliste réflexif » : son but n'est ni de fondre l'islam dans la modernité, ni de rejeter cette modernité, mais de reformer l'islam pour l'ajuster aux exigences du monde contemporain. La sécularisation n'implique pas pour lui la disparition de la religion, à condition de ne pas confondre une sécularisation objective (séparation des institutions politiques et religieuses) de la sécularisation subjective - celle de la culture et des consciences. Soroush est favorable à une sécularisation objective qui préserve la sphère individuelle.

## Philosophie d’Abdolkarim Soroush
Il s’intéresse essentiellement à la philosophie de la science, à la philosophie de la religion, au système philosophique de Mowlana Djalâleddîn Balkhi (Roumi) et à la philosophie comparée. Il est un expert de Roumi et de la poésie soufie persane.
Sa lecture des poètes et des exégèses coraniques le conduisent à s'interroger sur la raison des différences d'interprétations qu'il observe. En parallèle, il construit une représentation des sciences comme phénomène collectif, auquel chaque chercheur collabore sans en avoir forcément conscience, et dans lequel les différentes disciplines sont interconnectées et interagissent, de sorte que chacune est affectée par les évolutions des autres. Il applique cette représentation du progrès des sciences à la religion. Il distingue la religion du savoir religieux et traite ce dernier comme un savoir humain, sujet au changement et dépendant des autres domaines du savoir.
La philosophie d’Abdolkarim Soroush peut être résumée ainsi :
- Distinction entre la "religion" et notre "compréhension de la religion" (ou entre le texte et l'interprétation, laquelle peut être éclairée par la science[36])
- Distinction entre l’aspect "essentiel" et " accidentel " de la religion.
- Distinction entre l’interprétation "minimaliste" et "maximaliste" de l’islam.
- Distinction entre les valeurs et morales qui sont considérées comme internes dans le respect de l'islam et celles qui lui sont externes.
- Distinction entre la croyance et la foi religieuse.
- Distinction entre la religion en tant qu’idéologie/identité et la religion de la vérité.

### Distinction entre la religion et notre compréhension de la religion
La contribution principale de Soroush à la philosophie islamique consiste en ce qu’il faut distinguer entre la religion en tant qu’entité révélée de la part de Dieu et la religion comme un savoir fondé sur des facteurs socio-historiques. Il distingue la vérité révélée dans le Coran de son interprétation, œuvrant en faveur d'une herméneutique de l'islam qui laisserait une place aux acquis de la science dans la compréhension du texte. Il affirme, ainsi, selon un commentateur, que le « Coran, en soi, est muet [sâmet] et que ce sont les croyants qui, à travers leurs connaissances et leurs expériences, interprètent le texte et le font parler.»
La thèse principale de Soroush, intitulée Contraction et expansion théoriques de la Shari'a sépare la religion du savoir religieux. Primo, l’essence de la religion est perçue au-delà de la portée humaine, éternelle et divine. Secundo, le savoir religieux est une forme sincère et authentique, mais limitée et faillible, du savoir humain. Alors que la religion est immuable, le savoir que nous avons de la religion est susceptible d'évolution. Ce dernier peut être réformé sans porter atteinte à l'intégrité de la religion elle-même.
Notre compréhension de la religion est interdépendante vis-à-vis des autres champs du savoir humain. Elle évolue à mesure qu'ils progressent, et les affecte en retour. Cependant, Soroush ne verse pas dans le relativisme, puisqu'il reconnaît l'existence de vérités éternelles et immuables : si notre compréhension de la Parole de Dieu est relative, l'intention réelle de Dieu, elle, est absolue.
La reconnaissance du caractère historique de la compréhension de la Révélation doit conduire à reconnaître la légitimité d'une pluralité d'interprétations. Cela ne signifie pas que toute interprétation est légitime ; mais aucune interprétation ne peut prétendre être le dernier mot de l'exégèse. L'implication politique de cette thèse, c'est qu'elle interdit toute idéologisation de la religion : aucune autorité ne peut prétendre détenir l'interprétation véritable ; le clergé n'a pas davantage le monopole de l'interprétation et il n'est pas infailliible. La conscience de cette historicité de la religion amène Soroush à penser le schisme entre sunnites et chiites comme un accident de l'histoire, c'est-à-dire un événement contingent, qui aurait pu aussi bien ne pas avoir lieu, et qui n'a rien d'essentiel à l'islam. Par conséquent, la religion devrait pouvoir dépasser ce conflit.
Dans The expansion of the prophetic experience, il met en avant le rôle du Prophète dans la Révélation. Mahomet n'est pas un agent passif qui se contente de recevoir le donné révélé. Sa personnalité et son expérience participent à l'élaboration du message. La Révélation n'est pas indépendante de la biographie du Prophète. Soroush prend position dans un débat qui a occupé les théologiens musulmans des premiers temps - la question du libre arbitre : selon lui, le prophète Mahomet aurait pu agir différemment. Dans la mesure où certains versets du Coran sont des réponses à des questions posées au prophète de l'islam, si ces questions avaient été différentes, les réponses l'auraient été. Une partie de la Révélation est donc contingente et liée aux circonstances. Soroush ranime un débat tout aussi ancien sur la nature de la parole divine : Mahomet a-t-il entendu et répété les mots mêmes de Dieu ? Soroush pense plutôt que l'expérience prophétique est l'intuition du sens de la volonté de Dieu, que Mahomet transcrit ensuite dans des mots humains, compréhensibles par ses auditeurs. Ce qu'il reçoit, ce n'est pas le texte tel quel, mais sa signification.

### Croyance et foi
La foi ne peut pas être scolarisée et obligatoire. Comme il l'a dit à un interviewer, « les vrais croyants doivent libérer leur foi de leur propre volonté – non pas parce qu’elle est imposée, ou héritée, ou qu'elle est une partie de la culture locale dominante. Devenir croyant sous la pression et l’obligation n’est pas une vraie croyance ». Cela signifie aussi que le croyant doit… être libre, à tout moment, d’abandonner sa croyance.
Il reproche à l'islam contemporain son excès de juridisme, qui met l'accent sur la pratique et le comportement, aux dépens de ses aspects éthiques, spirituels et rationnels. L'islam ne saurait se réduire à un ritualisme formel qui met la foi au second plan. L'attention excessive portée aux actions extérieures favorise l'hypocrisie,.

### Théorie politique de Soroush
L'idéologisation de la religion en fait un simple instrument. L'instrumentalisation de la religion par la politique est aux yeux de Soroush « une des plus grandes plaies théoriques du monde islamique ». Elle méconnaît le pluralisme et érige une seule compréhension de la religion en modèle unique et définitif. Elle favorise ainsi l'exclusion. Elle dénature l'islam en l'érigeant en refuge identitaire, ce qui rend le dialogue difficile. On a raison de considérer qu'une culture peut constituer une identité. Mais celle-ci ne peut être qu'un résultat, et non un donné a priori. Une culture, comme une langue, est le résultat d'une lente construction collective, elle n'est pas un choix individuel.
La théorie politique de Soroush s'inspire tant de l'islam et des penseurs musulmans que de la tradition moderne du contractualisme (Locke, etc.). Selon le sociologue Farhad Khosrokhavar, il « critique ouvertement le pouvoir du velayat-e faqih (à la base de la théocratie iranienne)  et tente de défendre un système politique qui serait neutre en matière religieuse », distinguant également entre science et religion. Il recommande de tempérer le pouvoir du Guide de la révolution par l'introduction du pluralisme, et la prise en compte des droits de l'homme. La démocratie, pense Soroush, est compatible avec l'islam, à condition de se défaire d'une vision « maximaliste » de la religion, qui lui donne pour mission de proposer des solutions à tous les problèmes qui se présentent, aussi bien à l'individu qu'à la société.
La théorie de Soroush considère l’humain comme un être faible et susceptible d'être soumis à la tentation, et même à la prédation,. En tant que tel, il a besoin d’une forme vigilante et transparente de gouvernement. Il prend en compte la nécessité d’un gouvernement dont le but est de réformer et de contrôler les activités humaines pour compenser la faiblesse de la nature humaine. Mais le clergé n'a pas vocation à diriger les affaires publiques. Le principe du velayat-e faqih n'a pas de fondement dans le Coran. Les chefs religieux ne sont que des hommes, ils ne sont pas infaillibles, et ils devraient même se tenir éloignés de l'influence corruptrice du pouvoir.
La philosophie politique de Soroush demeure proche du cœur de la tradition libérale, et même de valeurs essentielles qui existent autour de la raison, de la liberté et de la démocratie. C'est sous ce titre - Reason, freedom and democracy in islam - que l'œuvre de Soroush est publiée en anglais. Ces valeurs sont perçues comme primaires, comme des vertus indépendantes, et non pas relatives à des maximes politiques et des dogmes religieux. Ainsi, les droits de l'homme ont leur source en dehors de la religion. Soroush discute de ces valeurs de base et de ces croyances dans une tapisserie de sources primaires islamiques, qui vont aussi bien de la littérature à la poésie... S'il cherche à moderniser l'islam, il ne balaie pas pour autant la tradition. Son but est de remédier aux maux qui affectent l'islam contemporain, en particulier en Iran, mais aussi de résoudre certains aspects insatisfaisants de la modernité. Ainsi, la tradition musulmane pourrait fournir un équilibre à l'individualisme. La religion, si elle est vécue dans sa dimension spirituelle, constitue un moyen de tempérer les revendications de l'individu-roi.

### Attaques
Les idées de Soroush se sont confrontées à l’opposition sévère des éléments conservateurs de la République islamique. Il a été régulièrement attaqué ainsi que le public assistant à ses cours par des membres de l'Ansar-e Hezbollah dans les années 1990. Une loi imposant des pénalités à quiconque s’associerait avec des ennemis de la République islamique a été projetée par ce mouvement, ce qui a  été, au moins en partie, provoqué en réaction à certains discours de Soroush et de ses affiliations étrangères.
Selon le journaliste Robin Wright : 

« L’année suivante, il n'a pu donner les trois cours universitaires qu’il avait projetés. Ses autres apparitions publiques, incluant ses cours du jeudi (équivalent au premier jour du week-end en occident), furent aussi annulées. Il a été interdit de publier de nouveaux articles. Il a été sermonné par l’organisation de sécurité iranienne au cours de plusieurs entretiens. Ses voyages ont été restreints, puis son passeport lui a été confisqué. »

À la célébration du seizième anniversaire de la crise des otages de l’Iran en 1995, Wright déclare que le guide suprême iranien, Ali Khamenei « a consacré plus de temps à blâmer Soroush... qu'à condamner les États-Unis ou Israël ».
Au-delà d'opposant à la politique du clergé révolutionnaire iranien qui est au fondement du gouvernement de ce pays (et auquel il a participé à ses débuts), Soroush représente un exemple parmi d'autres d'une alternative favorisée par certains think-tanks américains [Qui ?] de former un islam politique que ces experts américains espèrent compatibles avec la démocratie occidentale reposant sur des bases philosophiques cependant différentes[réf. nécessaire].

## Ses intérêts de recherche
- Littérature persane
- Philosophie des sciences
- Théologie
- Philosophie islamique

## Prix et honneurs
- Prix Erasme 2004[58] avec la marocaine Fatima Mernissi et le Syrien Sadik Al-Azm

- En 2005, Time Magazine l’a nommé un des 100 personnes les plus influentes du monde[59] et en 2008 Prospect magazine l’a nommé le septième intellectuel le plus influent du monde[60].

- Time 100, 2005[61]
- Nommé parmi les plus agréables penseurs du monde à écouter par FP 100[Quoi ?] (world's most influential elite)- Foreign Policy magazine, novembre 2009[62].

## Ouvrages sélectionnés
- Antagonisme dialectique (en persan), Téhéran 1978
- Philosophie de l’Histoire (en persan), Téhéran 1978
- C’est quoi la science, C’est quoi la philosophie ? (en persan), 11e édition. Téhéran 1992
- La Nature agitée de l’univers (en persan et en turc), réédition, Téhéran 1980
- Idéologie satanique (en persan), 5e édition. Téhéran 1994
- Savoir et valeur (en persan)
- Observation de la créature : Cours en Éthiques et Sciences Humaines (en persan), 3e édition. Téhéran 1994
- Contraction et expansion théoriques de la religion : la théorie de l’évolution du savoir religieux (en persan), 3e édition. Téhéran 1994
- Cours en  philosophie des sciences sociales : herméneutiques en sciences sociales (en persan), Téhéran 1995
- Sagesse, intellectualisme et piétisme (en persan), Téhéran 1991
- Les caractéristiques des pieux: Un commentaire sur un conseil d’Imam Ali au sujet des pieux (en persan), 4e édition. Téhéran 1996
- L’histoire sur des seigneurs de sagacité (en persan), 3e édition. Téhéran 1996
- Sagesse et gagne-pain: Un commentaire sur un conseil d’Imam Ali à Imam Hassan (en persan), 2e édition. Téhéran 1994
- Plus fort qu’une idéologie (en persan), Téhéran 1994
- Évolution et dévolution du savoir religieux (en anglais), Kurzman, Ch. (édition): Islam libéral, Oxford 1998
- Lettres politiques (2 volumes), 1999 (persan).
- Raison, liberté et démocratie dans l’Islam, Ouvrage essentiel d’Adbulkarim Soroush, traduit, mis au point (édité) avec une introduction critique de M. Sadri et A. Sadri, Oxford 2000.
- Intellectualisme et conviction religieuse (en persan)
- Le monde où nous vivons (en persan et en turc)
- L’Histoire d’amour et de servitude (en persan)
- L’édition définitive de Mathnavi de Roumi (en persan), 1996
- Tolérance et gouvernance (en persan), 1997
- Le Chemin droit, essai sur le pluralisme religieux (en persan), 1998
- Expansion de l’expérience prophétique (en persan), 1999, a été traduit en anglais en 2009
- Nasihat al-Mulk (« conseil aux princes »), en persan, 2022.

Aucune de ses œuvres n'est traduite en français. Une sélection de textes a été publiée en anglais sous le titre :
(en) Reason, Freedom, and Democracy in Islam: Essential Writings of Abdolkarim Soroush, Oxford University Press, 2002 (ISBN 978-0-19515820-5).

## Ouvrage au sujet de Soroush
- (en) Ashk Dahlén, Islamic Law, Epistemology and Modernity [« Loi islamique, épistémologie et modernité »], New York, 2003 (ISBN 978-0-415-94529-5 et 978-0-415-94529-5).